# 2022–2023-as UEFA Nemzetek Ligája (egyenes kieséses szakasz)
A 2022–2023-as UEFA Nemzetek Ligájának egyenes kieséses szakaszát 2023. június 14. és június 18. között játszották. Az egyenes kieséses szakaszban a Nemzetek Ligája A ligájának négy csoportgyőztese vett részt.

## Lebonyolítás
Az egyenes kieséses szakaszban az A liga négy csoportgyőztese vett részt. A négy csapatot a 2024-es labdarúgó-Európa-bajnokság selejtezőjén ötcsapatos csoportba sorsolták, hogy a csapatok részére szabadon hagyták a játéklehetőséget a Nemzetek Ligájában.
Az egyenes kieséses szakasz 4 mérkőzésből állt: két elődöntő, a bronzmérkőzés és a döntő. A továbbjutásról, illetve a helyosztókon a győztesekről egy-egy mérkőzés döntött. Az elődöntők párosításait kiemelés nélkül sorsolták.
Az egyenes kieséses szakaszban ha a rendes játékidő után döntetlen volt az állás:
- Az elődöntőben és a döntőben 30 perc hosszabbítást játszottak és további egy cserelehetőség volt. Ha ezután is döntetlen volt az eredmény, akkor büntetőpárbaj következett.
- A bronzmérkőzésen nincs hosszabbítás, döntetlen esetén a győztesről büntetőpárbaj dönt.

## Résztvevők
A Nemzetek Ligája A ligájának négy csoportgyőztese:
| Csoport | Csapat        | Részvételi jog megszerzése |
| ------- | ------------- | -------------------------- |
| A1      | Horvátország  | 2022. szeptember 25.       |
| A2      | Spanyolország | 2022. szeptember 27.       |
| A3      | Olaszország   | 2022. szeptember 26.       |
| A4      | Hollandia     | 2022. szeptember 25.       |

## A rendező kiválasztása
A rendezőt a négy résztvevőből választották ki. A rendezés követelménye két 4-es kategóriájú stadion, legalább 30 000 férőhellyel. Ideális esetben a két stadion ugyanabban a városban legyen, vagy legfeljebb egymástól 150 km távolságra. Az UEFA elképzelése szerint a nagyobbik stadion ad otthont az első elődöntőnek (a rendező csapat részvételével) és a döntőnek. A rendezési szándék bejelentésének határideje 2022. április 13-a, 16 óra volt. Ezen a napon az UEFA bejelentette, hogy Belgium, Hollandia, Lengyelország és Wales jelezte a rendezési szándékot. Mivel mind a négy csapat a 4. csoportban volt, így Hollandia a csoport győzteseként rendezhette a négyes döntőt. Az UEFA Végrehajtó Bizottsága hivatalosan 2023 januárjában erősítette meg a rendező kilétét.

## Sorsolás
Az elődöntők sorsolását 2023. január 25-én 11 órától tartották. Kiemelés nem volt. Az első kettőnek kisorsolt, valamint a másik két csapat játszik egymással. az A rendező csapat az 1. elődöntő pályaválasztója. A bronzmérkőzés és a döntő hivatalos pályaválasztói az 1. elődöntő résztvevői.

## Ágrajz
|  |               |               |               |               |       |              |              |       |
|  | Elődöntők     | Elődöntők     | Elődöntők     |               |       | Döntő        | Döntő        | Döntő |
|  | Elődöntők     | Elődöntők     | Elődöntők     |               |       | Döntő        | Döntő        | Döntő |
|  | június 14.    |               |               |               |       |              |              |       |
|  |               |               |               |               |       |              |              |       |
|  | Hollandia     | Hollandia     | 2             |               |       |              |              |       |
|  | Hollandia     | Hollandia     | 2             | június 18.    |       |              |              |       |
|  | Horvátország  | Horvátország  | 4             |               |       |              |              |       |
|  | Horvátország  | Horvátország  | 4             |               |       | Horvátország | Horvátország | 0 (4) |
|  | június 15.    |               |               |               |       | Horvátország | Horvátország | 0 (4) |
|  |               |               | Spanyolország | Spanyolország | 0 (5) |              |              |       |
|  | Spanyolország | Spanyolország | Spanyolország | Spanyolország | 0 (5) | 2            |              |       |
|  | Spanyolország | Spanyolország |               |               |       |              |              |       |
|  | Olaszország   | Olaszország   | 1             |               |       |              |              |       |
|  | Olaszország   | Olaszország   | 1             | Bronzmérkőzés |       |              |              |       |
|  |               |               |               |               |       |              |              |       |
|  | június 18.    |               |               |               |       |              |              |       |
|  |               |               |               |               |       |              |              |       |
|  | Hollandia     | Hollandia     | 2             |               |       |              |              |       |
|  | Hollandia     | Hollandia     | 2             |               |       |              |              |       |
|  | Olaszország   | Olaszország   | 3             |               |       |              |              |       |
|  | Olaszország   | Olaszország   | 3             |               |       |              |              |       |

## Elődöntők
| 2023. június 14. 20:45 |

| Hollandia            | 2–4                         | Horvátország                                                            |
| -------------------- | --------------------------- | ----------------------------------------------------------------------- |
| Malen 34' Lang 90+6' | (1–0, 2–2, 2–3) Jegyzőkönyv | Kramarić 55' (11-esből) Pašalić 72' Petković 98' Modrić 116' (11-esből) |

| De Kuip, Rotterdam Nézőszám: 9359 Játékvezető: Kovács István (román) |

| 2023. június 15. 20:45 |

| Spanyolország      | 2–1               | Olaszország             |
| ------------------ | ----------------- | ----------------------- |
| Pino 3' Joselu 88' | (1–1) Jegyzőkönyv | Immobile 11' (11-esből) |

| De Grolsch Veste, Enschede Nézőszám: 4558 Játékvezető: Slavko Vinčić (szlovén) |

## Bronzmérkőzés
| 2023. június 18. 15:00 |

| Hollandia                  | 2–3               | Olaszország                        |
| -------------------------- | ----------------- | ---------------------------------- |
| Bergwijn 68' Wijnaldum 90' | (0–2) Jegyzőkönyv | Dimarco 6' Frattesi 20' Chiesa 72' |

| De Grolsch Veste, Enschede Játékvezető: Glenn Nyberg (svéd) |

## Döntő
| 2023. június 18. 20:45 |

| Horvátország                                  | 0–0 (h. u.) | Spanyolország                                |
| --------------------------------------------- | ----------- | -------------------------------------------- |
|                                               | Jegyzőkönyv |                                              |
| Büntetőpárbaj                                 |             |                                              |
| Vlašić Brozović Modrić Majer Perišić Petković | 4–5         | Joselu Rodri Merino Asensio Laporte Carvajal |

| De Kuip, Rotterdam Játékvezető: Felix Zwayer (német) |